# Guollejávrre naturreservat
Guollejávrre naturreservat är ett naturreservat i Arjeplogs kommun, Arvidsjaurs kommun och Jokkmokks kommun i Norrbottens län.
Området är naturskyddat sedan 2024 och är 8 084 hektar stort. Reservatet ligger nordost om Arjeplog och består av fjällhedar på topparna med  gles björk, gran och talllskog, tallskog längre ner med små tjärnar och sjön Guollejávrre, bäckar och vidsträckta våtmarker.